# Francisco Mwepu
Fransisco Mwepu (Chambishi, 29 febbraio 2000) è un calciatore zambiano, attaccante del Cadice e della nazionale zambiana.

## Biografia
Suo fratello Enock era anch'egli un calciatore.

## Carriera

### Club
Ha iniziato la sua carriera calcistica nello Zambia con le maglie di Kafue-Celtic e Red Arrows. Nel 2020 è stato acquistato dallo Sturm Graz con cui ha debuttato il 24 ottobre nell'incontro di Bundesliga vinto 2-0 contro il Ried.
Il 15 settembre 2022 è stato acquistato dal Cadice che lo ha assegnato alla propria seconda squadra in quarta divisione. Il 24 maggio 2023 ha debuttato in prima squadra nell'incontro di Primera División perso 2-0 contro il Villarreal e poche settimane dopo è stato ceduto in prestito per tutta la stagione all'Atlético Sanluqueño.
Rientrato a Cadice ha rinnovato il contratto fino al 2026 ed è stato promosso stabilmente in prima squadra.

### Nazionale
Ha debuttato con la nazionale zambiana il 12 marzo 2020 nell'amichevole vinta 1-0 contro il Malawi.

## Statistiche

### Presenze e reti nei club
Statistiche aggiornate al 2 novembre 2024.
| Stagione        | Squadra             | Campionato      | Campionato | Campionato | Coppe nazionali | Coppe nazionali | Coppe nazionali | Coppe continentali | Coppe continentali | Coppe continentali | Altre coppe | Altre coppe | Altre coppe | Totale | Totale | Totale |
| Stagione        | Squadra             | Comp            | Pres       | Reti       | Comp            | Pres            | Reti            | Comp               | Pres               | Reti               | Comp        | Pres        | Reti        | Pres   | Reti   |        |
| --------------- | ------------------- | --------------- | ---------- | ---------- | --------------- | --------------- | --------------- | ------------------ | ------------------ | ------------------ | ----------- | ----------- | ----------- | ------ | ------ | ------ |
| 2020-2021       | Sturm Graz          | BL              | 8          | 0          | CA              | 0               | 0               | -                  | -                  | -                  | -           | -           | -           | 8      | 0      |        |
| 2020-2021       | Sturm Graz II       | RL              | 6          | 0          | -               | -               | -               | -                  | -                  | -                  | -           | -           | -           | 6      | 0      |        |
| 2021-2022       | Sturm Graz II       | RL              | 2          | 1          | -               | -               | -               | -                  | -                  | -                  | -           | -           | -           | 2      | 1      |        |
| 2022-2023       | Cadice B            | SF              | 28         | 7          | -               | -               | -               | -                  | -                  | -                  | -           | -           | -           | 28     | 7      |        |
| 2022-2023       | Cadice              | PD              | 1          | 0          | CR              | 0               | 0               | -                  | -                  | -                  | -           | -           | -           | 1      | 0      |        |
| 2023-2024       | Atlético Sanluqueño | PF              | 33         | 9          | CR              | 1               | 0               | -                  | -                  | -                  | -           | -           | -           | 34     | 9      |        |
| 2024-2025       | Cadice              | SD              | 7          | 1          | CR              | 1               | 0               | -                  | -                  | -                  | -           | -           | -           | 8      | 1      |        |
| Totale carriera | Totale carriera     | Totale carriera | 85         | 18         |                 | 2               | 0               |                    | -                  | -                  |             | -           | -           | 87     | 18     |        |

### Cronologia presenze e reti in nazionale
| Cronologia completa delle presenze e delle reti in nazionale ― Zambia | Cronologia completa delle presenze e delle reti in nazionale ― Zambia | Cronologia completa delle presenze e delle reti in nazionale ― Zambia | Cronologia completa delle presenze e delle reti in nazionale ― Zambia | Cronologia completa delle presenze e delle reti in nazionale ― Zambia | Cronologia completa delle presenze e delle reti in nazionale ― Zambia | Cronologia completa delle presenze e delle reti in nazionale ― Zambia | Cronologia completa delle presenze e delle reti in nazionale ― Zambia |
| Data                                                                  | Città                                                                 | In casa                                                               | Risultato                                                             | Ospiti                                                                | Competizione                                                          | Reti                                                                  | Note                                                                  |
| --------------------------------------------------------------------- | --------------------------------------------------------------------- | --------------------------------------------------------------------- | --------------------------------------------------------------------- | --------------------------------------------------------------------- | --------------------------------------------------------------------- | --------------------------------------------------------------------- | --------------------------------------------------------------------- |
| 12-3-2020                                                             | Lusaka                                                                | Zambia                                                                | 1 – 0                                                                 | Malawi                                                                | Amichevole                                                            | -                                                                     | 46’                                                                   |
| 12-10-2023                                                            | al-'Ayn                                                               | Egitto                                                                | 1 – 0                                                                 | Zambia                                                                | Amichevole                                                            | -                                                                     | 92’                                                                   |
| 17-10-2023                                                            | Sharja                                                                | Zambia                                                                | 3 – 0                                                                 | Uganda                                                                | Amichevole                                                            | -                                                                     | 83’                                                                   |
| 11-10-2024                                                            | Ndola                                                                 | Zambia                                                                | 0 – 0                                                                 | Ciad                                                                  | Qual. Coppa d'Africa 2025                                             | -                                                                     | 62’                                                                   |
| 15-10-2024                                                            | Yaoundé                                                               | Ciad                                                                  | 0 – 1                                                                 | Zambia                                                                | Qual. Coppa d'Africa 2025                                             | -                                                                     | 83’                                                                   |
| 19-11-2024                                                            | Monrovia                                                              | Sierra Leone                                                          | 0 – 2                                                                 | Zambia                                                                | Qual. Coppa d'Africa 2025                                             | -                                                                     | 80’                                                                   |
| Totale                                                                |                                                                       | Presenze                                                              | 6                                                                     |                                                                       | Reti                                                                  | 0                                                                     |                                                                       |